# Langdarma
Langdarma, tybet. གླང་དར་མ།, Wylie glang dar ma (ur. 803, zm. 842) – król (canpo) Imperium tybetańskiego, ostatni władca tego państwa w latach 838–842, popierał pierwotną religię bön przeciwko buddyzmowi.
Poprzednikiem Langdarmy na tronie Tybetu był jego brat Ralpaczen (817–836), który intensywnie propagował i popierał buddyzm tybetański fundując instytucje religijne i zastępując ministrów świeckich mnichami. Odsunięci ministrowie (często zwolennicy bön) zawiązali spisek w wyniku którego Ralpaczen został zamordowany, a do władzy doszedł Langdarma.
Langdarma konsekwentnie popierał bön, a jednocześnie pozbawił buddyzm wsparcia ze strony państwa, co spowodowało upadek potężnych klasztorów i społeczności monastycznych. Langdarma kazał palić pisma buddyjskie i zniszczył większość gomp, zamurował wejście do świątyni Dżokhang. Mnisi byli zmuszani do przyjęcia religii bön lub do wybrania zawodu rzeźnika albo myśliwego, sprzecznych z etyką buddyzmu. Działania Langdarmy skutkowały wzmocnieniem wpływów bön na sto kilkadziesiąt lat. Jednocześnie bön zaczęło przyswajać wiele nauk buddyjskich co ułatwiło odrodzenie buddyzmu w Tybecie i spowodowało znaczne podobieństwo obu religii oraz trwające do dzisiaj ich pokojowe współistnienie.
Langdarma został zabity strzałą z łuku przez mnicha Lhalun Palgi Dordże. Po jego śmierci przestała istnieć tysiącletnia dynastia królów z Jarlungu. Langdarma nie miał bezpośrednich spadkobierców, a Tybet rozpadł się na małe królestwa i przestał odgrywać rolę mocarstwa.